# Pato-de-crista
O pato-de-crista (Sarkidiornis sylvicola), também conhecido como pato-de-crista-americano, pato-cachamorro, pato-do-mato e putrião, é uma espécie de ave da família dos anatídeos pertencente ao gênero Sarkidiornis, descrita em 1907 por Rodolpho von Ihering. É encontrado em diversas regiões da América do Sul. Até pouco tempo atrás era considerado como uma subespécie do pato-de-carúncula (Sarkidiornis melanotos), seu congênere africano.

## Ocorrência
Esta espécie ocorre em rios de água doce, lagos e também em regiões pantanosas.

## Descrição

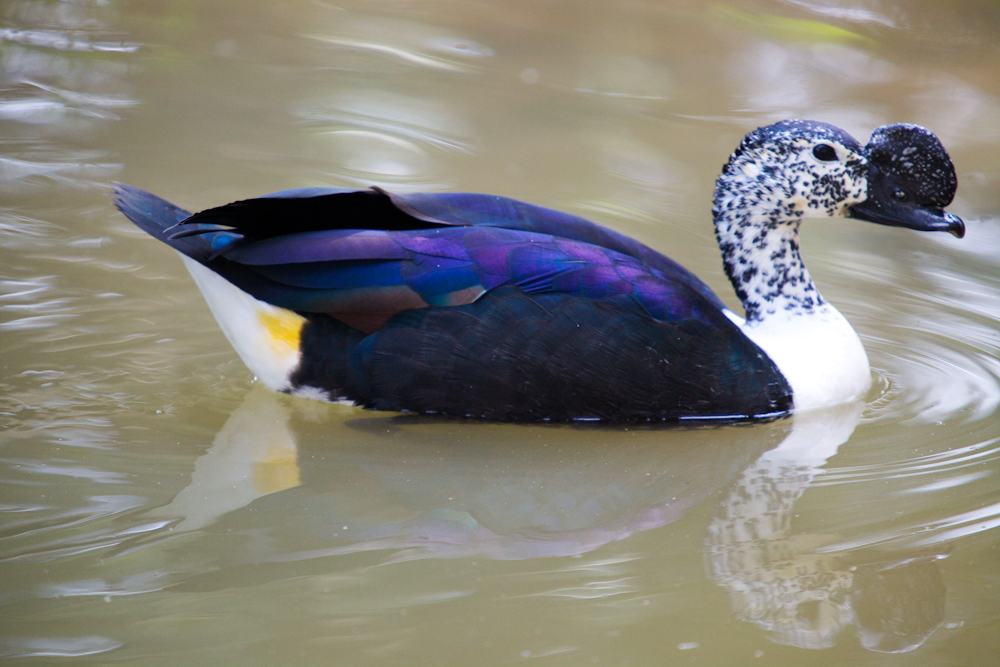
Pato-de-crista macho

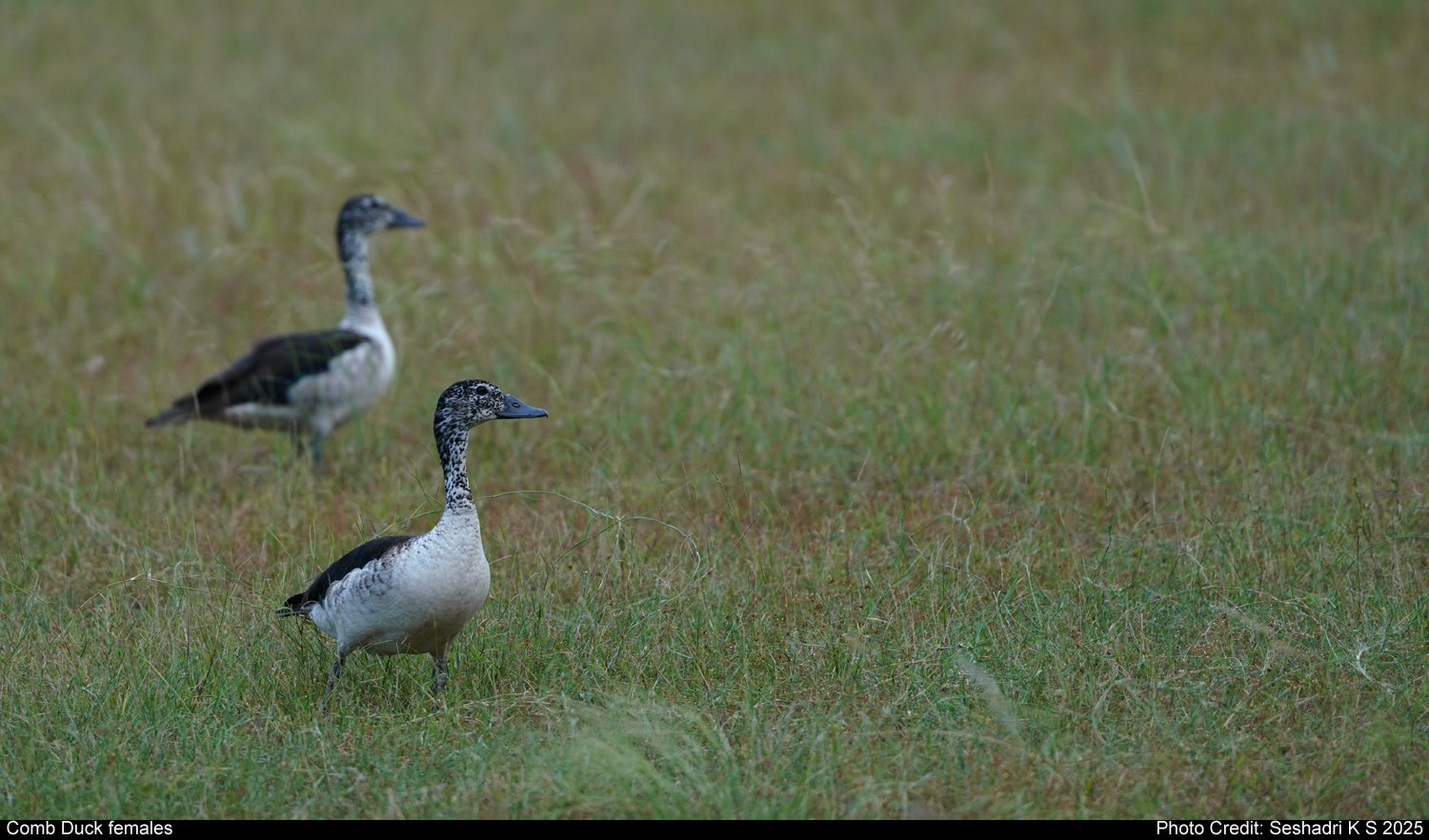
Duas fêmeas da espécie

O pato-de-crista mede entre 60 e 76 cm, sendo o macho bem maior do que a fêmea e possuindo uma grande crista, além de terem flancos escuros e a barriga esbranquiçada, enquanto as fêmeas possuem o bico liso e os flancos cinza. Ambos os sexos tem uma plumagem furta-cor, roxo-esverdeado nas costas e um peito branco. Seu nome em tupi antigo era ypekatĩapûá, que, etimologicamente, significa "pato de crista erguida, em razão de sua característica.

## Conservação
Esta espécie esta no estado de conservação Pouco Preocupante. As principais ameaças a esta espécie são:  Caça e captura de animais silvestres, desmatamento, poluição e possíveis espécies invasoras de vírus. A população de indivíduos maduros é entre 16.700 e 66.700.